# SWEEPS-10
SWEEPS-10 là một hành tinh nằm ngoài hệ mặt trời, từ tháng 6 năm 2007 đến tháng 8 năm 2011, là ứng cử viên hành tinh có thời gian quỹ đạo ngắn nhất được tìm thấy, cho tới khi PSR J1719-1438 b được phát hiện vào năm 2011 với quỹ đạo thậm chí còn ngắn hơn. Hành tinh này quay quanh ngôi sao SWEEPS J175902.00−291323.7 nằm trong phình thiên hà ở khoảng cách khoảng 22.000 năm ánh sáng từ Trái đất (dựa trên mô đun khoảng cách 14.1).
Nó hoàn thành quỹ đạo của ngôi sao của nó (được chỉ định là SWEEPS J175902.00−291323.7) chỉ trong 10 giờ và được phân loại là hành tinh cực ngắn (USPP). Nằm cách ngôi sao của nó chỉ có 1,2 triệu km (khoảng ba lần khoảng cách giữa Trái đất và Mặt trăng), hành tinh này là một trong những điểm nóng nhất từng được phát hiện; nhiệt độ ước tính của nó là khoảng 1.650 độ C. Kailash Sahu thuộc Viện Khoa học Kính viễn vọng Không gian ở Baltimore, Maryland, cho biết: "Hành tinh ôm sao này phải lớn gấp ít nhất 1,6 lần khối lượng Sao Mộc. USPP như vậy dường như chỉ xảy ra xung quanh các ngôi sao lùn.

Nhiệt độ tương đối thấp của ngôi sao nhỏ cho phép hành tinh tồn tại được. "USPP xảy ra tốt hơn xung quanh các sao lùn đỏ bình thường nhỏ hơn và mát hơn Mặt trời của chúng ta", Sahu nói. 

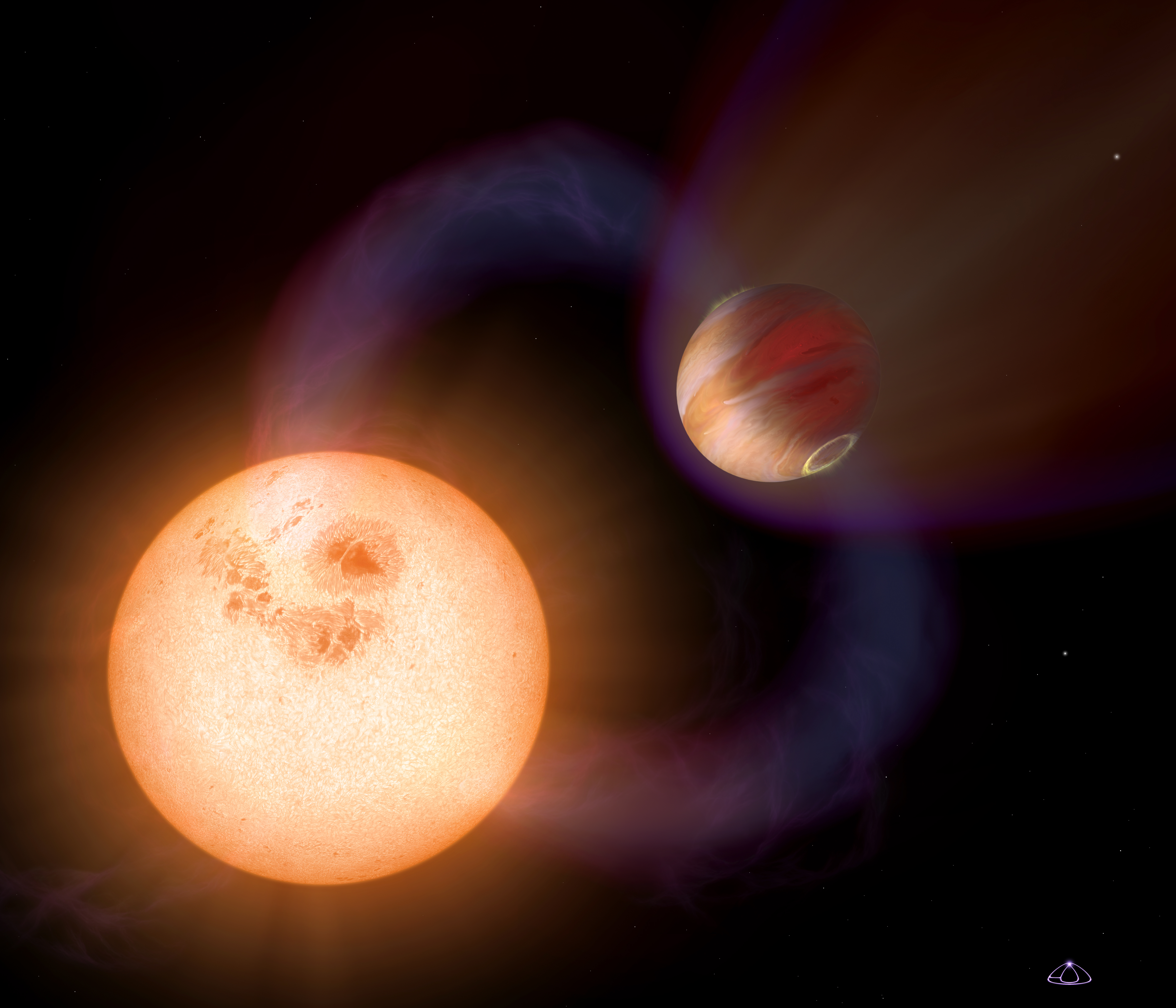
Ấn tượng của nghệ sĩ về một hành tinh cực kỳ ngắn như SWEEPS-10.